# Carrefour Móvil

Carrefour Móvil

Carrefour Móvil és un operador mòbil virtual espanyol, propietat de la cadena de hipermercats Carrefour.

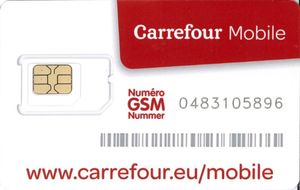
Targeta SIM Carrefour Mobile

Va ser el primer operador mòbil virtual d'Espanya, sortint al mercat el 27 d'octubre de 2006 sota cobertura d'Orange.
La cadena de supermercats DIA, filial de Carrefour, té igualment un operador mòbil virtual al mercat anomenat MovilDIA amb característiques similars.

## Història
Carrefour Móvil va ser el primer operador mòbil virtual d'Espanya.
El grup Carrefour va començar a oferir servicis de telefonia mòbil per primera vegada en febrer de 2006 a Bèlgica amb la col·laboració d'Effortel i utilitzant la xarxa mòbil de l'operador enabler.
Uns mesos més tard, el 27 d'octubre de 2006, va començar a operar a Espanya usant la xarxa de l'operador francés Orange, convertint-se en el primer operador mòbil virtual d'Espanya
Després de llançar al costat d'Orange un operador mòbil virtual a Espanya, va arribar a un acord amb aquesta mateixa empresa per llançar també un operador mòbil virtual a França, que va sortir al mercat francès al setembre de 2007 sota el nom de Carrefour Mobile.
Encara que uns mesos abans, el 7 de juliol de 2007, va llançar a Itàlia el primer operador mòbil virtual italià amb el nom d'UNO Mobile. i usant la xarxa de Vodafone.
A Grècia, igualment que a Itàlia, també ofereix servei de telefonia mòbil amb xarxa de Vodafone.
El 2008, Carrefour segueix augmentant el seu servei de telefonia a més països d'Europa entre els quals podem destacar Polònia, on és operador mòbil virtual des del 9 d'abril de 2008 amb el nom de Carrefour Mova.
Al novembre de 2008, va llançar el seu primer operador mòbil virtual fora d'Europa a Taiwan sota el nom de Carrefour Telecom.

## Oferta comercial
Senzill i barat va ser el primer lema utilitzat per Carrefour mòbil per promocionar els seus serveis. L'estratègia que utilitza aquest operador virtual consisteix en l'oferta d'una única tarifa simple, i més econòmica que la dels tres operadors líders, així com la comercialització dels seus serveis a través dels nombrosos centres Carrefour i Carrefour Express.
Carrefour Mòbil ofereix la possibilitat d'escollir entre prepagament i, des de novembre de 2007, contracte. Les tarifes completes actuals es troben desenvolupades a la seva pàgina web.
Carrefour Móvil oferix un servici de roaming que disponible en més de 50 països.
A més, permet l'accés a Internet 3G a través del telèfon mòbil i l'accés a Internet HSDPA per mitjà d'un mòdem USB tant per a prepagament com per a contracte.